# Lönnewitz

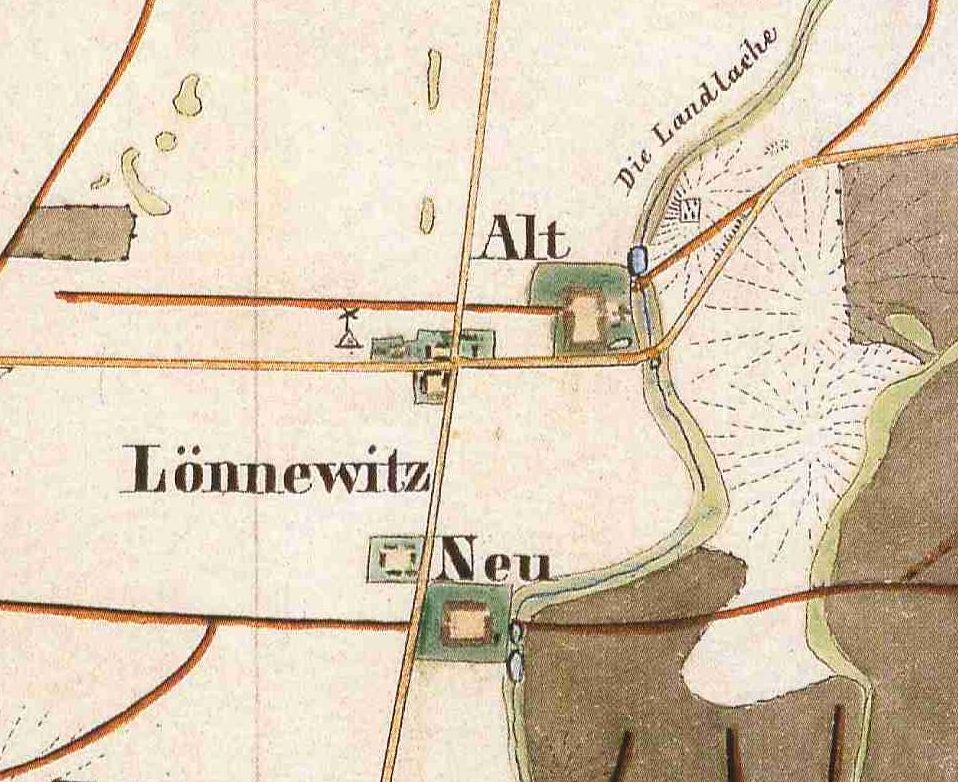
Alt- und Neu-Lönnewitz

Alt- und Neu-Lönnewitz auf einer geschichtlichen Karte des Kreises Liebenwerda (1910).

Lönnewitz ist ein Gemeindeteil des Mühlberger Ortsteils Koßdorf im südbrandenburgischen Landkreis Elbe-Elster. Er liegt jeweils etwa 20 Kilometer von den Städten Bad Liebenwerda und Torgau entfernt an der Bundesstraße 183.
Der im 13. Jahrhundert erstmals erwähnte Ort wurde 1712 in Alt- und Neu-Lönnewitz geteilt. Kurz vor dem Zweiten Weltkrieg errichtete die deutsche Wehrmacht auf der Gemarkung des Dorfes einen Militärflugplatz. Nach dessen Eroberung durch die Rote Armee im April 1945 wurde der Bereich des Flugplatzes und ein Großteil der Ortslage von Alt-Lönnewitz zum militärischen Sperrgebiet erklärt, die Einwohner wurden umgesiedelt und die Gebäude dem Verfall preisgegeben.
Gegenwärtig existiert nur noch die Ortslage von Neu-Lönnewitz. Von Alt-Lönnewitz zeugen oberirdisch lediglich einige verbliebene Mauerreste der einstigen Dorfkirche des Ortes. Der größte Teil der Flächen ist seit 2003 Teil des Naturschutzgebietes „Lönnewitzer Heide“.

## Geografie

### Geografische Lage und Naturraum

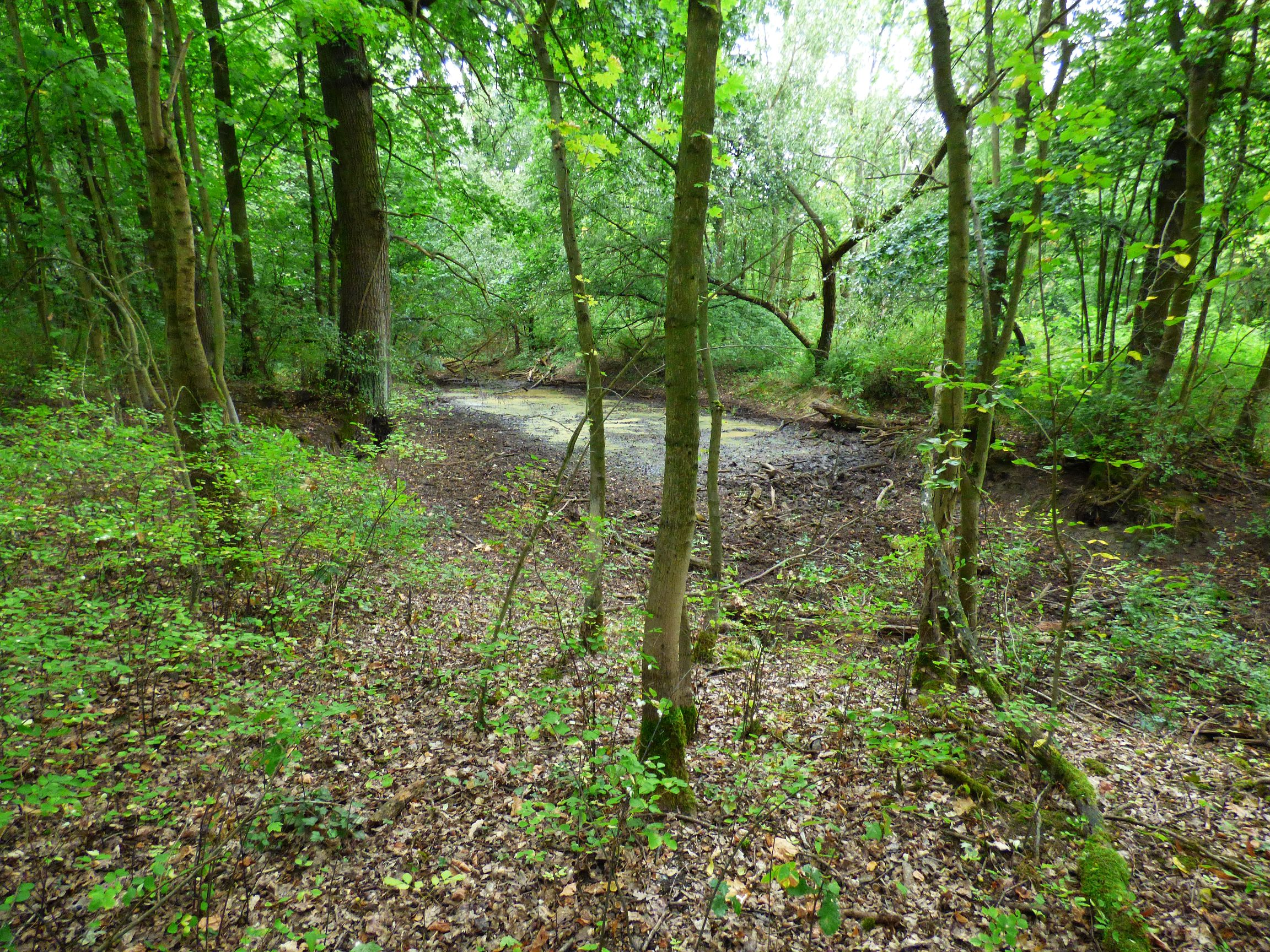
Die Lönnewitzer Landlache nahe der Alt-Lönnewitzer Kirchenruine im Sommer

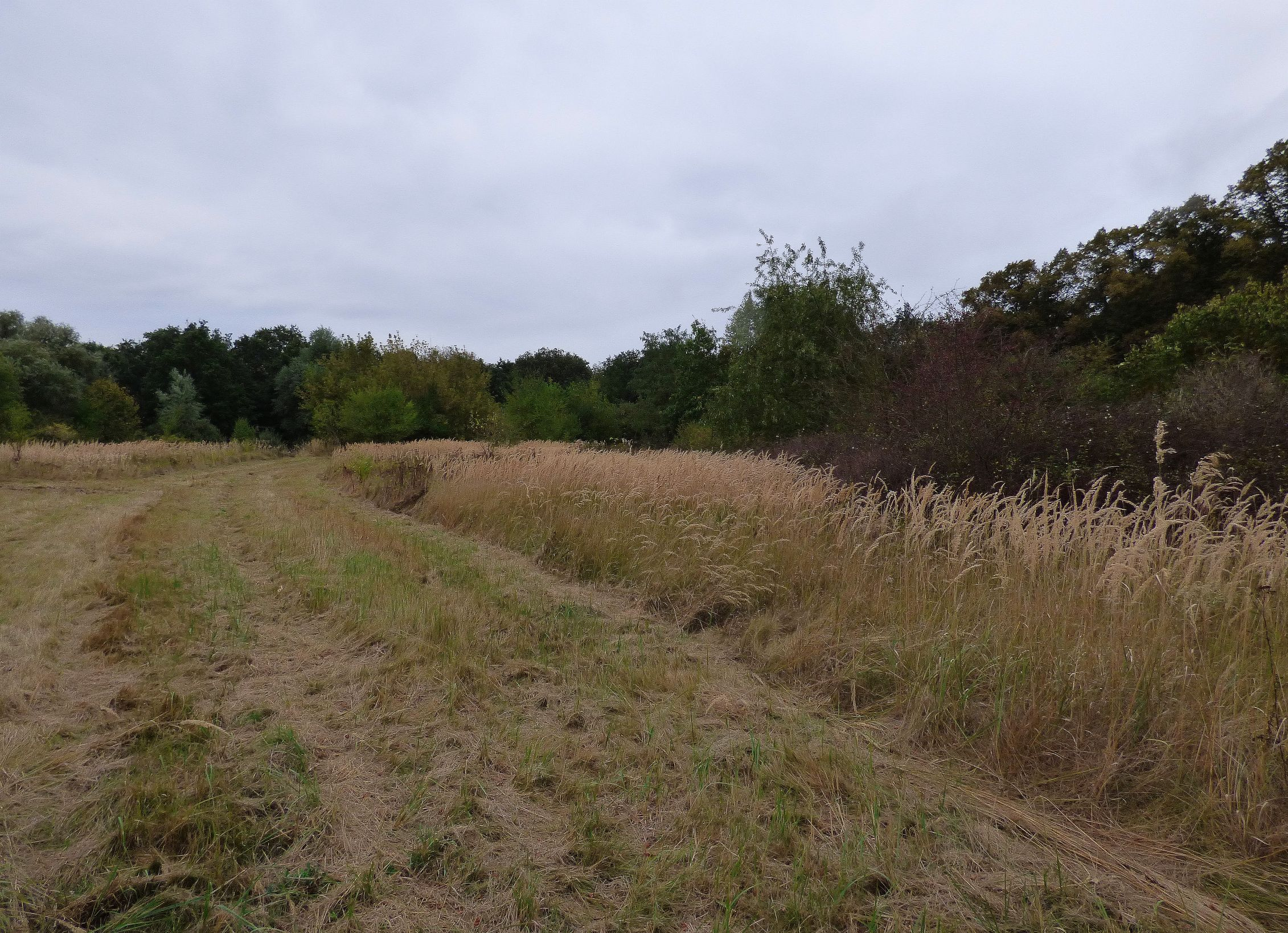
Heute Naturschutzgebiet, die einstige Ortslage von Alt-Lönnewitz. Blick in Richtung des einst hier vorhandenen Gutes.

Das im Elbe-Elster-Gebiet gelegene Lönnewitz befindet sich im Norden des etwa 12 Kilometer entfernten Stadtzentrums der an der Elbe gelegenen Kleinstadt Mühlberg. Durch den Ort fließt die Lönnewitzer Landlache, ein linksseitiger Nebengraben der Schwarzen Elster. Geologisch betrachtet liegt der Ort damit im Breslau-Magdeburger Urstromtal.
Im Norden und Westen des Ortes erstreckt sich das Waldgebiet Lönnewitzer Heide. Hier befindet sich nördlich der Bundesstraße 183 auf dem einstigen Gelände des Flugplatzes Alt-Lönnewitz das 161 Hektar umfassende Naturschutzgebiet Lönnewitzer Heide. Es ist Bestandteil des Biotopverbundes im Elbe-Elster-Land. Der Schutzzweck dieses Naturschutzgebietes wird in der Verordnung über das Naturschutzgebiet „Lönnewitzer Heide“ vom 30. Juni 2003 in sieben Punkten angegeben. Erhalten und Entwickelt werden sollen hier unter anderem der Lebensraum wild lebender Pflanzengesellschaften, seltener und gefährdeter wild lebender Pflanzenarten. Des Weiteren soll das Gebiet als Lebens- beziehungsweise Rückzugsraum und potenzielles Wiederausbreitungszentrum wild lebender Tierarten, insbesondere der Fledermäuse, Vögel, Amphibien, Reptilien, Stechimmen und Heuschrecken erhalten und entwickelt werden. Im Bereich vorhandene Bunker und übererdete Unterstände sollen als Fledermausquartiere sowie vorhandene Schelter als Nist- und Brutstätte für gebäudegebundene Tierarten wie Mehlschwalbe (Delichon urbica), Rauchschwalbe (Hirundo rustica), Turmfalke (Falco tinnunculus) und Schleiereule (yto alba) erhalten werden.
Etwa 4 Kilometer nordöstlich von Lönnewitz entfernt erstreckt sich der Naturpark Niederlausitzer Heidelandschaft, der ein 484 Quadratkilometer großes Gebiet im Landkreis Elbe-Elster und im Landkreis Oberspreewald-Lausitz umfasst. Sein Kernstück, das Naturschutzgebiet Forsthaus Prösa mit einem der größten zusammenhängenden Traubeneichenwälder Mitteleuropas, befindet sich in der einstigen Liebenwerdaer Heide.

### Klima
Mit seinem humiden Klima liegt Lönnewitz in der kühl-gemäßigten Klimazone, jedoch ist ein Übergang zum Kontinentalklima spürbar. Die nächste Wetterstation befindet sich im 20 Kilometer westlich gelegenen Torgau. Der Monat mit den geringsten Niederschlägen ist hier der Februar, der niederschlagsreichste der Juli. Die mittlere jährliche Lufttemperatur beträgt an der Wetterstation Torgau 10,7 °C. Der Unterschied zwischen dem kältesten Monat Januar und dem wärmsten Monat Juli beträgt 18,7 °C.

## Geschichte

### Frühzeit und erste urkundliche Erwähnung

Von dem Heimatforscher Friedrich Stoy um 1911 angefertigte Zeichnung von vorgeschichtlichen Urnenfunden auf der Flur von Alt-Lönnewitz.

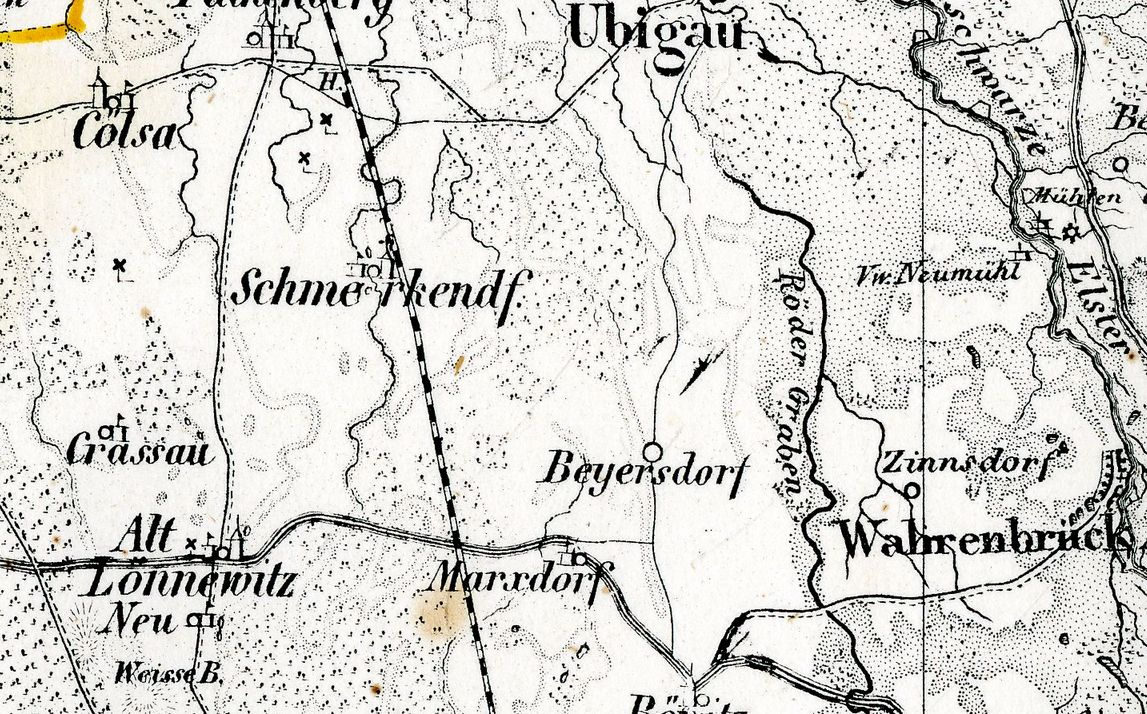
Lage von Alt- und Neu-Lönnewitz mit Zinsdorf und dem Vorwerk Neumühl an der Schwarzen Elster im Landkreis Liebenwerda in der Mitte des 19. Jahrhunderts

Die ältesten Spuren der Besiedlung auf der Gemarkung stammen aus der Bronzezeit. Der Schmerkendorfer Heimatforscher Friedrich Stoy, der in Lönnewitz einst als Lehrer tätig war, fand Anfang des 20. Jahrhunderts auf der Flur von Lönnewitz vier vorgeschichtliche Begräbnisstellen.
Urkundlich erstmals erwähnt wurde Lönnewitz im Jahr 1251 als Lonewiz. Im Jahr 1398 wurden die Ileburger Vasallen Hansen und sein Vetter Heinrich von Weltewitz mit Zinsdorf und den Wüstungen Redern und Grabo sowie mit den neuen Mühlen (Neumühl) belehnt. 1429 erscheinen die Brüder Heinrich und Gunther von Weltewitz in einer Lehnsurkunde, die zu jener Zeit in Uebigau sesshaft waren. In einer weiteren Urkunde von 1455 wurden die Söhne des Gunther von Weltewitz, die Brüder Heinrich und Phillip, unter anderem mit den Dörfern Lönnewitz, Zinsdorf, Neumühl und noch einigen anderen Besitzungen belehnt. Möglicherweise bestand aber bereits vorher ein Lehnsverhältnis. Heinrich von Weltewitz starb wenig später und sein Bruder Phillip von Weltewitz wurde 1466 neu belehnt. Die Adelsfamilie von Weltewitz war in Uebigau wohl noch bis zum Anfang des 16. Jahrhunderts sesshaft. Sie verlegte später von hier aus ihren Wohnsitz nach Lönnewitz, wo es bis dahin noch keinen Adelssitz gab, sondern nur einen Erbrichter, der 2 Hufen Land besaß.
Seit 1529 gehörte das zu jener Zeit elf Hüfner zählende Lönnewitz zur Parochie Schmerkendorf. Wenige Jahre später kam es 1547 wenige Kilometer von Lönnewitz entfernt zur Schlacht bei Mühlberg. Da der bei Mühlberg von kaiserlichen Truppen überraschte Führer der Protestanten, der sächsische Kurfürst Johann Friedrich von Sachsen, auf seiner Flucht durch Lönnewitz zog, ereigneten sich auf hiesiger Flur einige Kämpfe. Ein paar Kilometer weiter geriet er letztlich bei Falkenberg in Gefangenschaft, womit der Schmalkaldische Krieg für Kaiser Karl V. gewonnen war.
Die General-Kirchenvisitation des Amtes Liebenwerda ergab 1555, dass in Lönnewitz neun Hüfner und ein Gärtner lebten. Das Dorf, das verwaltungstechnisch dem Amt Liebenwerda zugeordnet war, wurde schließlich wie viele Orte in der Umgebung während des Dreißigjährigen Krieges weitgehend dem Erdboden gleichgemacht, wobei auch die Kirche schwere Schäden davontrug. Der Ort galt zwischenzeitlich als völlig eingegangen. Die von Weltewitz verstanden es in der Folgezeit, durch das Auspflügen der Grenzsteine herrenlos gefallener Äcker große Teile des Dorfes in ihren Besitz zu bringen.

### Teilung des Ortes im Jahre 1712

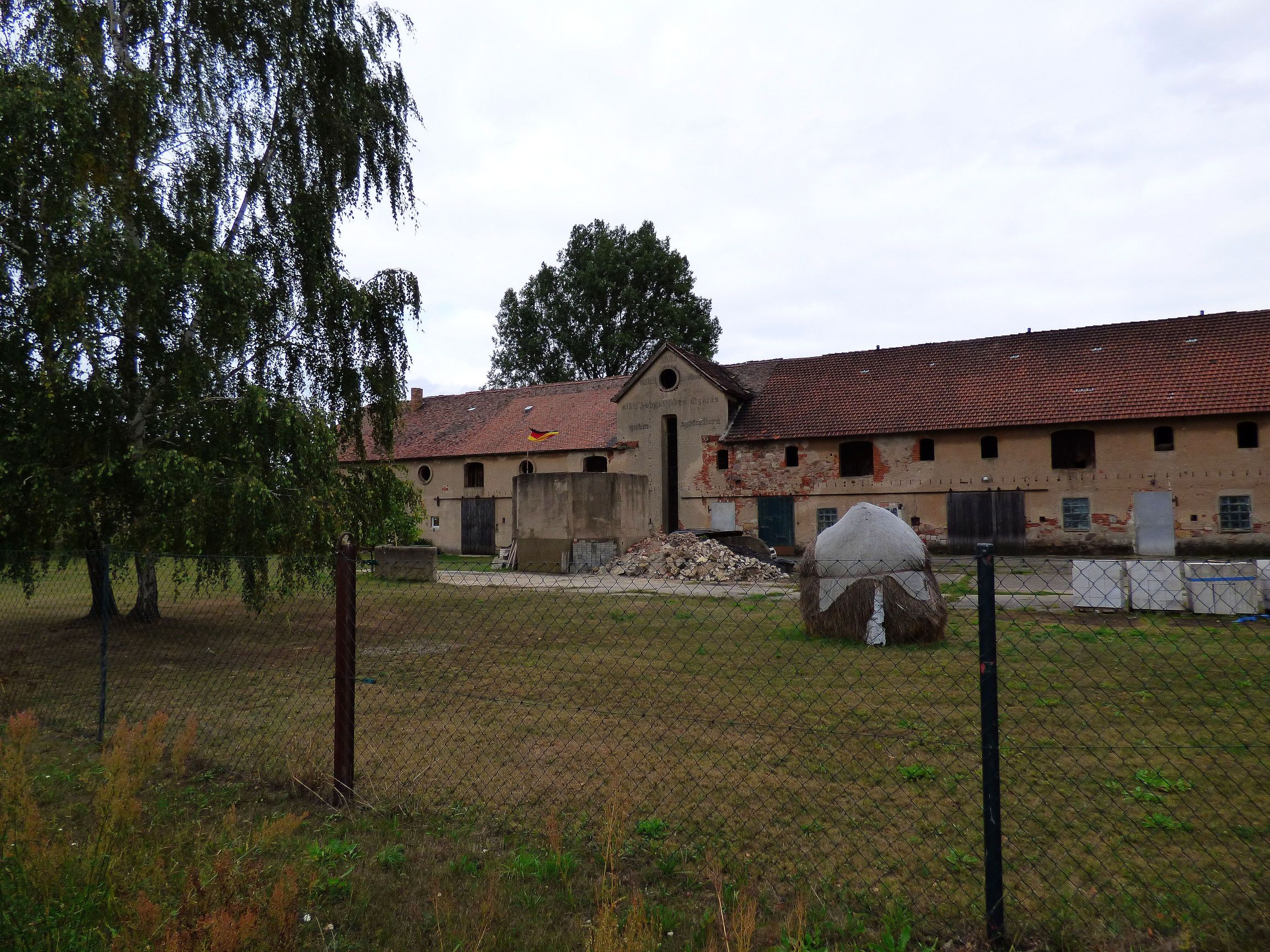
Wirtschaftsgebäude des Neu-Lönnewitzer Gutes

Am 28. April 1712 trafen die beiden Brüder Hans Günther und Günther von Weltewitz im Beisein ihres Vaters Dam von Weltewitz († 31. Juli 1712) einen brüderlichen Vergleich, der die Teilung des väterlichen Rittergutes vorsah. Demnach verlief die neue Grenze entlang der Straße von Liebenwerda nach Torgau. Unweit vom Dorf entstanden ab 1712 neue Wohn- und Wirtschaftsgebäude, die im Unterschied zu Alt-Lönnewitz nun Neu-Lönnewitz genannt wurden. Noch bis zum Ende des 18. Jahrhunderts besaß dieses Adelsgeschlecht außerdem die Patrimonialherrschaft über Lönnewitz und die dazugehörigen Orte. Dann wurden im Jahre 1770 beide im Siebenjährigen Krieg stark in Mitleidenschaft gezogenen Güter Brühlscher Besitz; unter anderem hatte das Gefecht bei Koßdorf 1760 in unmittelbarer Nachbarschaft stattgefunden. Beide Lehen waren zuvor an den kursächsischen Staat gefallen, da ihr Vorbesitzer Hieronymus von Weltewitz erbenlos gestorben war.
Das Gelände des Alt-Lönnewitzer Gutes lag nördlich der als Ruine erhaltenen Kirche. Bei der Teilung im Jahr 1712 kam das in jener Zeit zum Weltewitzer Besitz gehörende Vorwerk Ottersitz zu Alt-Lönnewitz. Die Patrimonialgerichtsbarkeit über Zinsdorf und Neumühl ging bei der Teilung auf die neu entstandene Herrschaft Neu-Lönnewitz über. Nachweisbar ist, dass das Gut noch 1827 die Patrimonialgerichtsbarkeit über Neu-Lönnewitz, das Dorf Zinsdorf sowie das Vorwerk Neumühle an der Schwarzen Elster besaß.
Beide Güter kamen allerdings im frühen 19. Jahrhundert in bürgerlichen Besitz. 1835 wurde die Größe dieser Gemeinden wie folgt angegeben:
- Neu-Lönnewitz: 66 Einwohner, 7 Wohnhäuser, 6 Pferde, 24 Rinder, 350 Schafe und 5 Schweine.[17]
- Zinsdorf: 190 Einwohner, 33 Wohnhäuser, 35 Pferde, 161 Rinder, 210 Schafe und 20 Schweine.[17]
- Vorwerk Neumühl: 10 Einwohner, 4 Wohnhäuser, 4 Pferde, 13 Rinder, 330 Schafe und 8 Schweine.[17]

Alt-Lönnewitz hatte laut Schumanns Vollständigem Staats-, Post- und Zeitungslexikon von Sachsen im Jahr 1827 15 Häuser und 80 Einwohner.
Die Patrimonialgerichtsbarkeit wurde in Preußen 1849 abgeschafft. Fragmente des einstigen Neu-Lönnewitzer Gutsarchivs mit seinen Gerichtsakten werden in der Außenstelle Wernigerode des Landesarchivs Sachsen-Anhalt aufbewahrt. Die alten Gerichtsakten von Alt-Lönnewitz des hier ansässigen Patrimonialgerichts sollen laut Friedrich Stoy noch bis zum Anfang des 20. Jahrhunderts auf dem Dachboden des Gutshauses gelegen haben. Bis 1925 wurden sie allerdings alle vernichtet.
Außer dem Gut gab es im Ort mehrere Bauernhöfe und an der Straße in Richtung Falkenberg eine Schule. Schmiede, Forsthaus und Gasthof des Ortes standen an der Straße in Richtung Torgau. Eine Mühle in Lönnewitz wurde im Jahr 1753 erstmals erwähnt. Um 1900 war es eine Bockwindmühle, die 1914 abbrannte.

### Zweiter Weltkrieg

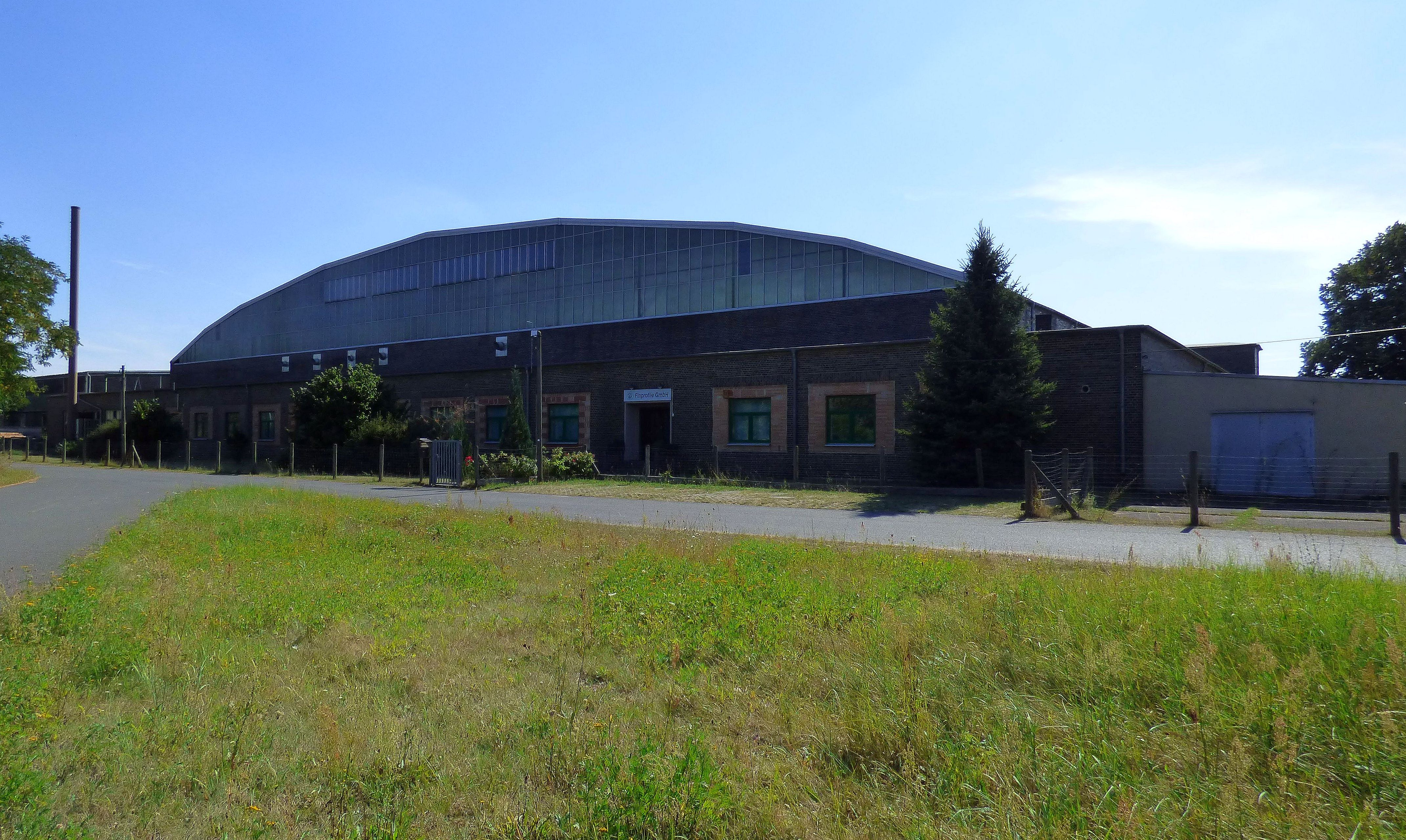
Auf dem einstigen Flugplatzgelände befinden sich umfangreiche militärische Hinterlassenschaften, wie diese ehemalige Flugzeughalle

Ab den 1920er-Jahren gab es nördlich des Alt-Lönnewitzer Gutes auf einer Graspiste erste Flugversuche. Der Falkenberger Kinobesitzer Hüttenrauch, einst selbst Jagdflieger, initiierte Anfang der 1930er-Jahre mithilfe seiner Beziehungen zu Hermann Göring und dem legendären Jagdpiloten Ernst Udet den Bau eines Flugplatzes für die Wehrmacht. Auch Rittergutsbesitzer Friedrich Hacke, selbst Major, soll an der Aktion beteiligt gewesen sein. Udet war dann auch 1934 als Kunstflieger am Großflugtag auf dem Lönnewitzer Flugplatz beteiligt, was groß beworben wurde.
Schon kurze Zeit nach der Machtergreifung der Nationalsozialisten wurde am 29. März 1933 der Lönnewitzer Platzmeister verhaftet, weil er sich in einem Torgauer Lokal "verdächtig" aufgehalten und dort mutmaßlich tschechischen Schiffern Informationen über den geplanten Bau des Lönnewitzer Flugplatzes weitergegeben hatte, was auf einen entsprechenden Bericht bei einem Straßburger Sender zurückgeführt wurde. Am 9. Dezember 1936 wurde der Flugplatz nach der Vereidigung der ersten Fliegereinheit feierlich eröffnet.
Der Flugplatz diente zunächst als Standort für verschiedene Flugschulen der Luftwaffe und für Testflüge. Deshalb folgte bald der umfangreiche Ausbau der Anlagen. Nahe dem Vorwerk Grassau entstand ein Flugzeugwerk der Arado Flugzeugwerke, die hier Anfang der 1940er-Jahre mit der Arado Ar 234 den ersten einsatzfähigen strahlgetriebenen Bomber der Welt fertigten und testeten. 1944 wurde dann auch als erster Bomberverband die in Alt-Lönnewitz stationierte 11. Staffel des Kampfgeschwaders 76 von der Junkers Ju 88 (Ju 88) auf die Ar 234 B-2 umgerüstet.
| 1875 | 103 | 1939 | 346 |
| 1890 | 110 | 1946 | 237 |
| 1910 | 150 |      |     |
| 1925 | 179 |      |     |
| 1933 | 153 |      |     |

### Sperrung und Verfall von Alt-Lönnewitz

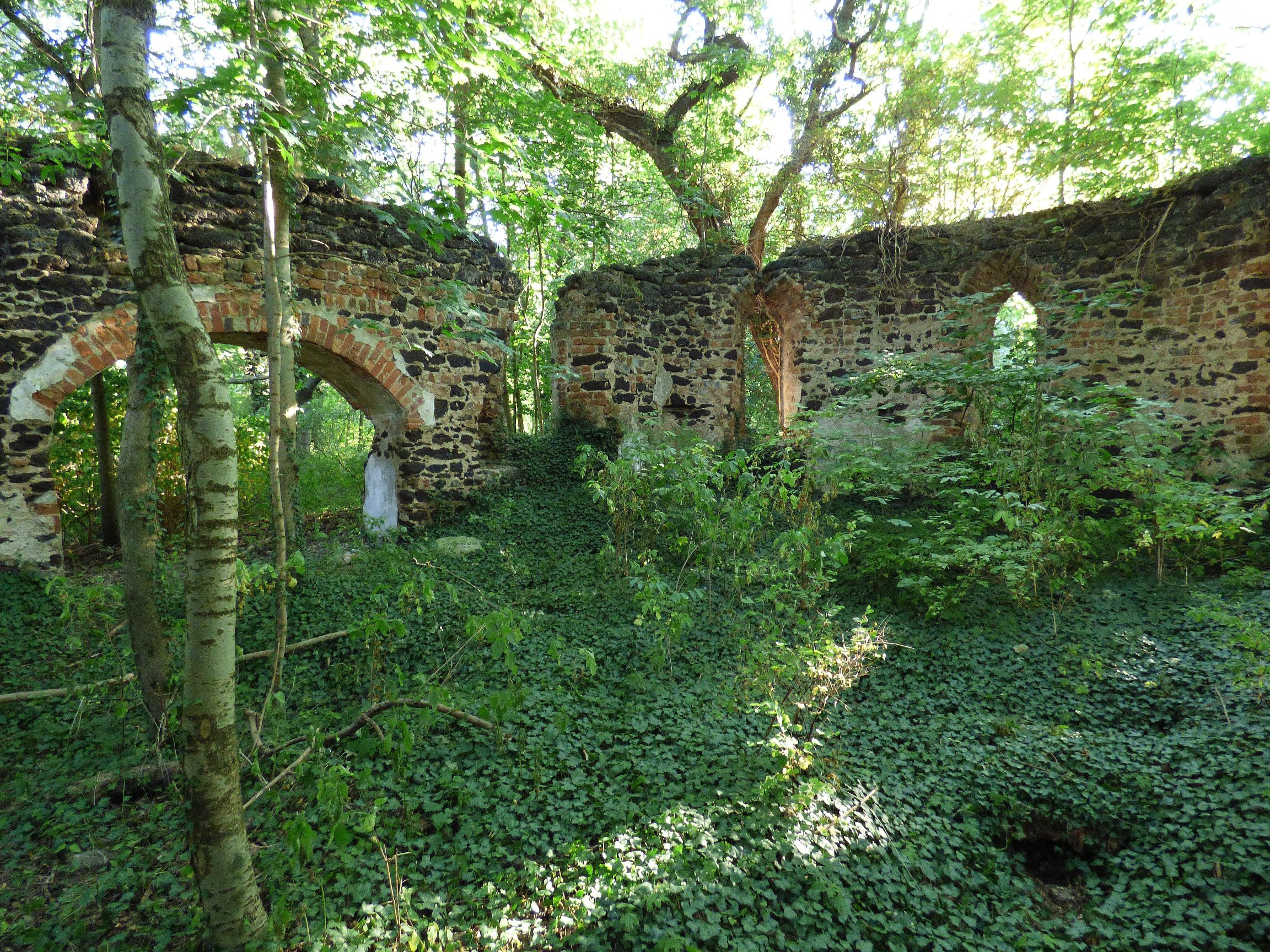
Kirchenruine Alt-Lönnewitz

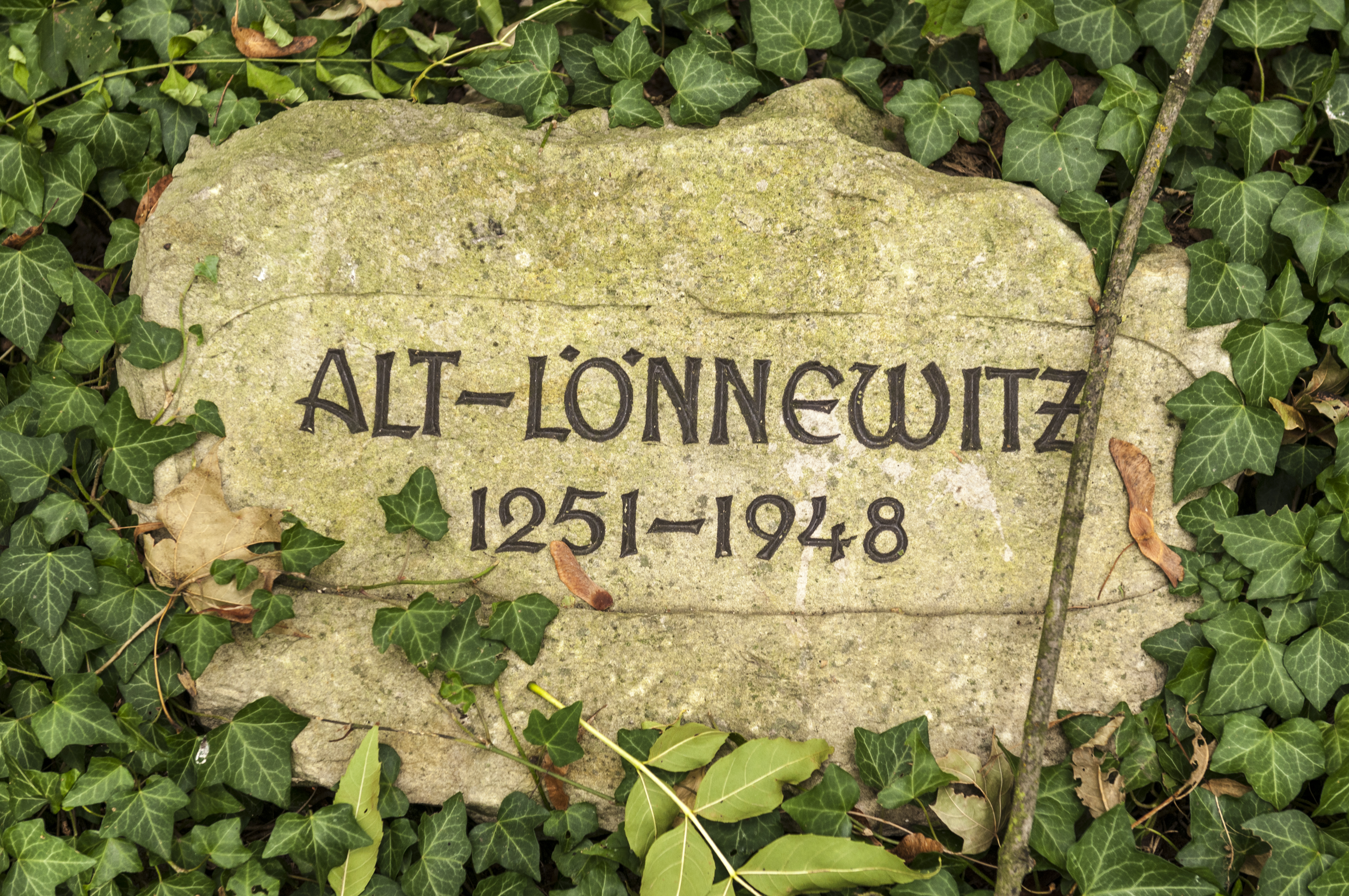
Gedenkstein zur Erinnerung an Alt-Lönnewitz in der Ruine der einstigen Dorfkirche

Am 24. April 1945 wurden Lönnewitz und der Flugplatz durch die vorrückenden Truppen der 1. Ukrainischen Front der Roten Armee eingenommen. Einen Tag später kam es zwanzig Kilometer südlich in Lorenzkirch und bei Torgau zum ersten Zusammentreffen sowjetischer und US-amerikanischer Verbände.
Nördlich der Fernstraße von Bad Liebenwerda nach Torgau (heutige Bundesstraße) errichtete man einen Zaun, womit ein Großteil des nur etwa 300 Meter südlich des Flugplatzes gelegenen Dorfes Alt Lönnewitz fortan im militärischen Sperrgebiet lag. So kamen die Einwohner nicht mehr auf ihre Grundstücke und in ihre Häuser. 1947 wurden die Bewohner des Dorfes endgültig umgesiedelt. Zwar gab es durch eine zwischenzeitliche Aufhebung des Sperrgebietes vorübergehend Hoffnung, das Dorf wieder zu besiedeln, die sich aber nach wenigen Wochen zerschlug. Die Gebäude wurden von der Roten Armee genutzt und bald größtenteils dem Verfall preisgegeben. Dabei wurde auch die Alt-Lönnewitzer Kirche schwer in Mitleidenschaft gezogen. Das Jahr 1948 gilt als offizielles Ende des Dorfes. Ein Großteil der alten Ortslage von Alt-Lönnewitz wurde in jenem Jahr endgültig zum Sperrgebiet erklärt.
Der Sperrung von Alt-Lönnewitz folgte bald die Bodenreform. Sie begann im Kreis Bad Liebenwerda bereits im Herbst 1945. Dabei erfolgte gemäß der Bodenreformverordnung (BRVO) die Enteignung und Aufteilung von privatem und staatlichem Großgrundbesitz über 100 Hektar mit allen Gebäuden, lebendem und totem Inventar sowie anderem landwirtschaftlichen Vermögen. Bis zum 1. März des folgenden Jahres waren im Kreis insgesamt 9580 Hektar enteignet und verteilt.
Auch die Eigentümer der Güter Alt- und Neu-Lönnewitz Hacke und Landmann verloren infolge der Überschreitung der 100 Hektar-Höchstgrenze Grund und Boden. Dem Alt-Lönnewitzer Gutsbesitzer Friedrich von Hacke wurden im Zuge dieser Bodenreform einer später veröffentlichten Kreisstatistik vom 3. April 1948 zufolge 175 Hektar Land enteignet, dem Neu-Lönnewitzer Paul Landmann sogar 612 Hektar und damit die zweitgrößte Fläche im gesamten Kreis. Während die Flächen nördlich der heutigen Bundesstraße 183 einschließlich eines Großteils der Ortslage Alt-Lönnewitz fortan vom sowjetischen Militär beschlagnahmt wurden, kamen die restlichen Flächen an Zuteilungsberechtigte wie Landarbeiter, landlose oder landarme Bauern, Kleinpächter und Umsiedler. Das Vorwerk Neumühl mit seinen 134 Hektar Land wurde überwiegend nicht aufgeteilt. Es wurde zum sogenannten Mustergut. Wenig später wurde das restliche Dorf Lönnewitz am 1. Juli 1950 als Ortsteil in die benachbarte Gemeinde Koßdorf eingegliedert.
Nachdem die Sperrgebietsgrenze des Flugplatzes in einiger Entfernung hinter die Fernstraße verlegt wurde, nutzten die Einwohner die hinterlassenen Ruinen als Baumaterial. Auch die Kirche blieb nicht verschont. Etwas Inventar konnte aber im Zuge der Umsiedlung 1947 trotz vorausgegangener Plünderung aus der Kirche gerettet werden. So wurden die Glocke und einige sakrale Gegenstände in die Schmerkendorfer Mutterkirche gebracht, wo sie sich zum Teil heute noch befinden. Das Gotteshaus wurde später allerdings endgültig aufgegeben, Teile der Kirche zum Beispiel Anfang der 1960er-Jahre für den Wiederaufbau der Kirche Hohen Thekla in Leipzig genutzt, die durch Brandstiftung schwer beschädigt worden war.

### Von der Wende bis zur Gegenwart
Mit der Wende kam der Abzug der russischen Truppen und im Juni 1993 wurde der während des Kalten Krieges umfangreich erweiterte Flugplatz von der russischen Administration an die deutschen Behörden übergeben. Zu einer Weiterverwendung durch die Bundeswehr kam es trotz verschiedener Überlegungen jedoch nicht. Das militärische Sperrgebiet wurde aufgelöst und ab Mitte der 1990er-Jahre entstand hier ein Gewerbegebiet. Die Anlagen des alten Militärflugplatzes werden seither zum großen Teil zurückgebaut. Verblieben ist ein Sonderlandeplatz mit zwei Landebahnen.
Zum 31. August 2001 schloss sich Koßdorf mit Altenau, Brottewitz, Fichtenberg, Martinskirchen und Mühlberg/Elbe zur neuen Stadt Mühlberg/Elbe zusammen und ist seither ein Ortsteil der amtsfreien Stadt Mühlberg/Elbe.
Im Juni 2003 wurde eine 161 Hektar umfassende Fläche nördlich der Bundesstraße, darunter ein Großteil der einstigen Ortslage von Alt-Lönnewitz, unter Naturschutz gestellt.

## Kultur und Sehenswürdigkeiten

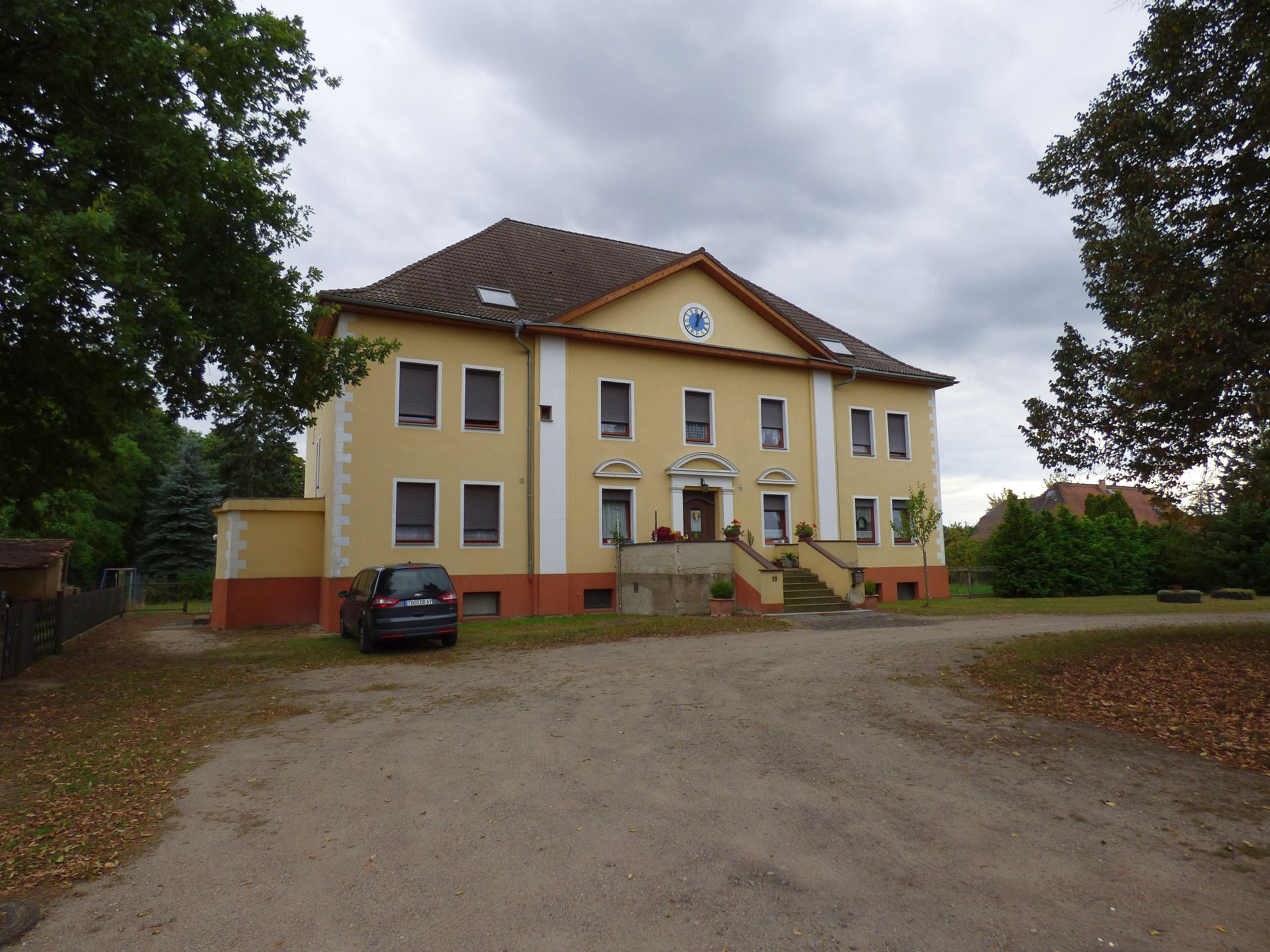
Das einstige Gutshaus von Neu-Lönnewitz

Die Ruine der einstigen Dorfkirche von Alt-Lönnewitz steht in einem verwaldeten Areal unmittelbar nördlich der Bundesstraße 183. Dieses schwer zugängliche Gebiet gehörte einst zur Ortslage von Alt-Lönnewitz. Hier war die Kirche mit dem angrenzenden Friedhof südlich des heute ebenfalls nicht mehr vorhandenen Gutes in einem als Park gestalteten Gelände zwischen Bäumen zu finden. Die spärlichen Überreste der Kirche stehen inzwischen unter Denkmalschutz. Sie sind die nahezu letzten baulichen Spuren des einstigen Dorfes Alt-Lönnewitz.
In der Alt-Lönnewitzer Kirche hing bis Anfang der 1930er-Jahre das lebensgroße Bildnis einer Frau von Weltewitz aus dem Jahr 1649, das ursprünglich aus dem Alt-Lönnewitzer Gutshaus kam. Der Sage nach wandelte diese sogenannte Weiße Frau als Geist durch die Räume des alten Gutes.
Sehenswert ist außerdem das alte Gutshaus von Neu-Lönnewitz mit der Inschrift Nihil melius – nihil homini libro dignius – quam agricultura (übersetzt: „Es gibt nichts Besseres – nichts eines freien Menschen Würdigeres – als die Landwirtschaft“) an einem der ehemaligen Wirtschaftsgebäude.
Weitere Baudenkmäler sind eine ehemalige Flugzeughalle sowie eine stark sanierungsbedürftige Werfthalle der einstigen Arado Flugzeugwerke, beide im Industriegebiet nördlich vom Ort.

## Wirtschaft und Infrastruktur

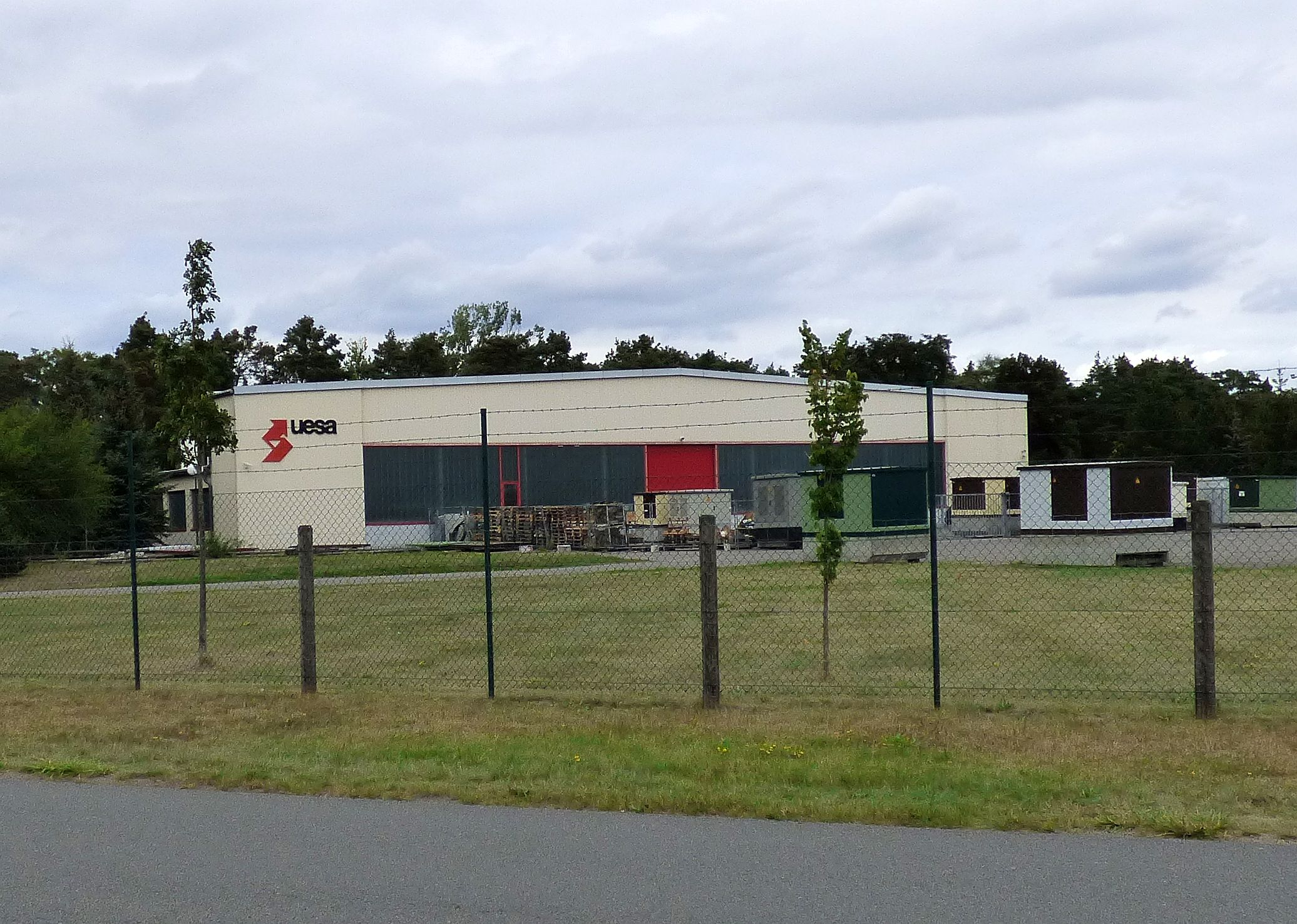
Betriebsteil der UESA in Lönnewitz

Durch Lönnewitz verläuft die von Bad Liebenwerda nach Torgau beziehungsweise Köthen führende Bundesstraße 183. Hier mündet auch die aus Fichtenberg bei Mühlberg kommende Landesstraße 67. Der nächstgelegene Bahnhof ist der Bahnknotenpunkt Falkenberg (Elster), der an den drei Bahnstrecken Węgliniec–Roßlau, Jüterbog–Röderau, Halle–Cottbus sowie an der hier beginnenden Bahnstrecke der Niederlausitzer Eisenbahn in Richtung Herzberg (Elster) liegt.
Nördlich der Bundesstraße und dem Naturschutzgebiet liegt auf den Gemarkungen von Lönnewitz und Kölsa das Industrie- und Gewerbegebiet Flugplatz Lönnewitz-Falkenberg. Dieses besitzt eine 74 Hektar große Fläche. Auf dem Areal haben sich einige mittelständische Unternehmen aus Industrie, Handwerk und dem Dienstleistungssektor angesiedelt. Größtes Unternehmen ist der Uebigauer Elektro- und Schaltanlagenbau (UESA), der hier einen Zweigbetrieb betreibt. Große Teile sind zudem von Solarparks besiedelt.
In unmittelbarer Nachbarschaft befindet sich das Gelände des Flugplatzes Falkenberg-Lönnewitz. Der Flugplatz auf dem verbliebenen Teil des alten Militärflugplatzes hat heute den Status eines Sonderlandeplatzes. Er verfügt unter anderem über eine Start- und Landebahn aus Beton (1200 m × 30 m) sowie einer aus Gras (350 m × 30 m). Betrieben wird er vom Fliegerclub Falkenberg e. V. „Die Falken“.

## Persönlichkeiten

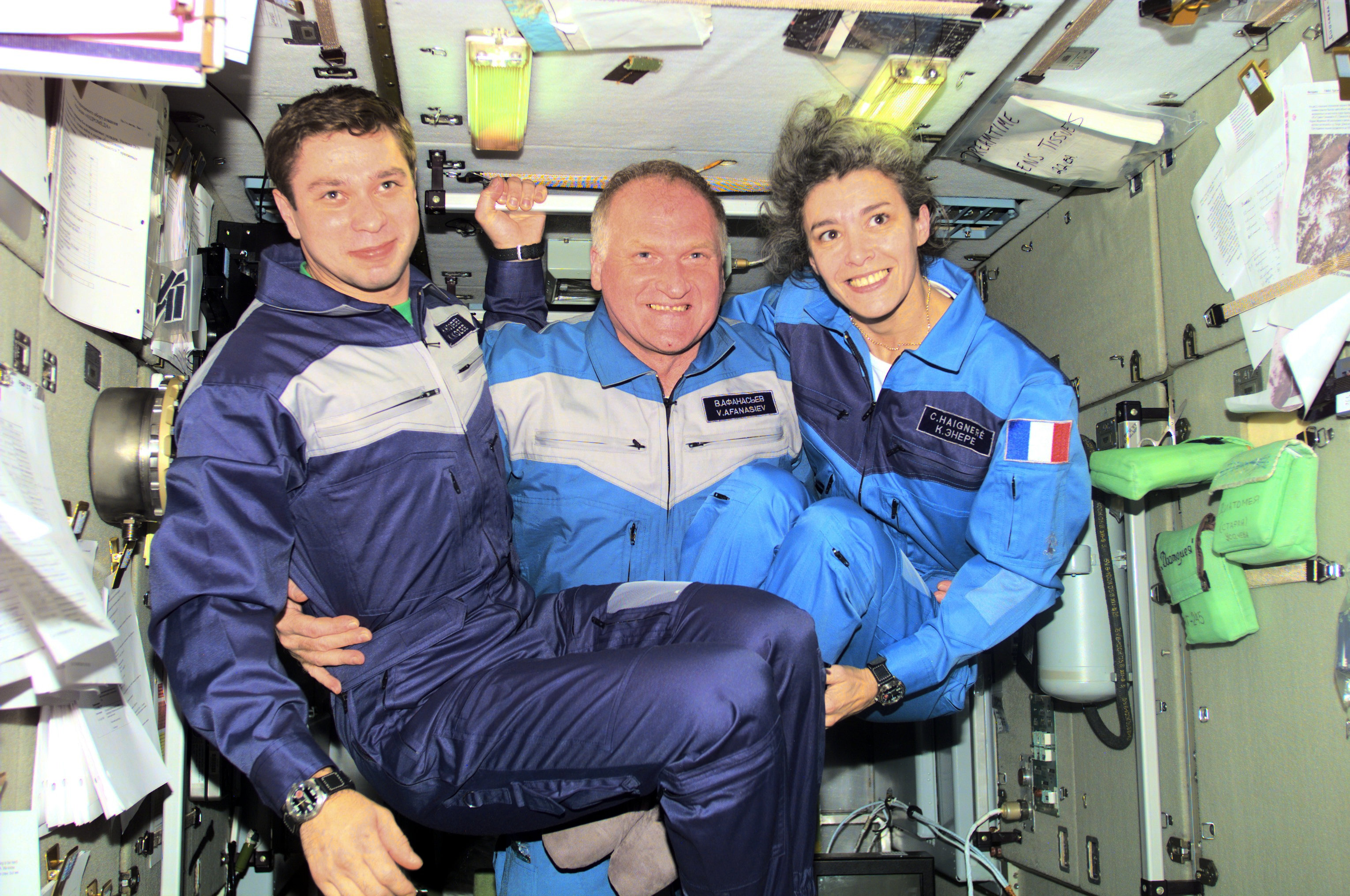
Wiktor Afanassjew (Bildmitte) auf der Internationalen Raumstation (ISS)

- Friedrich Stoy, Heimatforscher, war Lehrer in Lönnewitz
- Peer Baedeker alias Ernst-Max Hacke (1912–1999), Sänger (Tenor), Schauspieler, Schriftsteller und Antiquar, wurde in Alt-Lönnewitz geboren.
- Bruno Pfände aus Bad Liebenwerda, parteiloser Widerstandskämpfer, am 3. Oktober 1943 verhaftet und am 8. August 1944 hingerichtet, weil er als Arbeiter auf dem Flugplatz an Sabotageakten beteiligt gewesen sein soll.[35]
- Wiktor Michailowitsch Afanassjew, ehemaliger sowjetischer Kosmonaut und letzter Kommandant der Raumstation Mir, diente Anfang der 1970er Jahre auf dem Flugplatz Lönnewitz als Kampfpilot. Das Ehrenmitglied des örtlichen Fliegerclubs war seit 2002 mehrfach in Lönnewitz Gast.[36]